# Aberin
Aberin är en kommun i Spanien.   Den ligger i provinsen Provincia de Navarra och regionen Navarra, i den nordöstra delen av landet, 280 km nordost om huvudstaden Madrid. Antalet invånare är 392.
Kustklimat råder i trakten. Årsmedeltemperaturen i trakten är 14 °C. Den varmaste månaden är augusti, då medeltemperaturen är 27 °C, och den kallaste är januari, med 4 °C. Genomsnittlig årsnederbörd är 1 146 millimeter. Den regnigaste månaden är november, med i genomsnitt 146 mm nederbörd, och den torraste är augusti, med 30 mm nederbörd.

## Historia
Aberin befästes av templarriddarna. Det är därför kyrkan San Juan har ett fästningstorn, och enligt nyare undersökningar finns det spår av upp till fem terrasser, murar med försvarstorn och en tillfartsväg. I den närliggande Caserío de Echávarri fanns ett templarkommando med ett kloster. Korsfararna valde platsen på grund av dess privilegierade läge med avseende på vägen mellan Pamplona-Logroño över vilken även den franska Camino de Santiago löper, med vägen som från Estella leder till Ribera Estellesa, en väg som samtidigt fungerade som boskapsled. Dessutom var betesmarkerna vid Río Ega ett annat avgörande element.
Abboten till klostret i Irache försökte (1072) att återbefolka klostret San Pedro. Staden, där klostret i Leyre också hade tillgångar i början av 1100-talet, donerades (1177) av Sancho VI av Navarra till Tempelriddarna. Det återgick senare (1312-1313) till Johanniterorden, som också genom utbyte (1351) förvärvade de biskopsliga kvarteren.